# 绥芬河
绥芬河（羅馬化：Reka Suyfun）又称拉兹多利纳亚河（羅馬化：Reka Razdolnaya，直译：「「寬敞」」），是流经中国东北地区和俄罗斯联邦滨海边疆区的一条跨界河流，发源于中国吉林省东部，流经黑龙江省东宁市，最后于俄罗斯滨海边疆区南部注入日本海的阿穆爾灣。河流全长443千米，流域面积17,321平方千米。

## 名称
绥芬河在唐代渤海国时期称“率宾水”，《金史》称“苏滨水”，明代称“速平水”、“恤品水”，清代始称“绥芬河”。“绥芬”一名源自满语（满文：ᠰᡠᡳᡶᡠᠨ，转写：suifun）意为“锥子”，因该河蜿蜒穿行于崇山峻岭之间，颇似锥子，故得名。该河俄罗斯在1972年之前也称绥芬河（羅馬化：Reka Suyfun）。1969年中苏之间爆发珍宝岛事件后，滨海边疆区开始更换源自中国的地名，1972年改河名为拉兹多利纳亚河，俄语意为“广阔地流动”。

## 概况
绥芬河上游也称大绥芬河，发源于中国吉林省汪清县东部复兴镇盘岭山脉北麓，蜿蜒向北流至罗子沟镇后转东流，进入黑龙江省牡丹江市东宁市境内，于东宁老黑山镇罗家店村转东北流，至道河镇东南左岸汇入小绥芬河，干流始称“绥芬河”，继续东北流至市区东宁镇西郊太平沟村蜿蜒转东流，流经东宁市区，至三岔口镇新立村（大密得扬岛）右纳中俄界河瑚布图河后进入俄罗斯境内，在俄罗斯境内转东南流，至乌苏里斯克(双城子)后转南流，最后汇入日本海的阿穆爾灣。其中，中国境内河长258千米，流域面积10069平方千米；在俄境内长191公里，流域面积6820平方公里。下游河宽100至200米，深0.5至5米。流速约1.5米每秒，可达3米每秒。主要支流有瑚布图河、博里索夫卡河、科马罗夫卡河和拉科夫卡河。